# Tipao
 (juillet 2010).
Si vous disposez d'ouvrages ou d'articles de référence ou si vous connaissez des sites web de qualité traitant du thème abordé ici, merci de compléter l'article en donnant les références utiles à sa vérifiabilité et en les liant à la section « Notes et références ».

Tipao (en chinois : 邸報, en pinyin : dǐ bào ; littéralement, « rapport de palais » ou « bulletin impérial ») a été l’une des premières gazettes publié par les administrations centrales et locales chinoises. Présent en Chine autour du IIIe siècle ap. J.-C. sous la  Dynastie Han (206 av. J.-C. – 220 ap. J.-C.) et Dynastie Tang (18 juin 618 – 4 juin 907). Les journaux comportaient des annonces officielles et des nouvelles, et étaient destinées à être vu que par des bureaucrates. Les éléments sélectionnés à partir d’un bulletin pourrait alors être transmis aux citoyens locaux de bouche à oreille et / ou affiché sur des murs. La publication n’était pas très régulière dans le temps ou dans les lieux. L’introduction de style européen dans les journaux, les nouveaux journaux se créant comme la Gazette de Pékin circulant à plus de dizaine de milliers d'exemplaires, ont conduit à la chute du journal Tipao sous l'empire Manchu en 1911. Les gazettes de Pékin à cette époque étaient connus comme Jing Bao (京报).